# Station Chuo-Ichibamae
Station Chūō-Ichibamae (中央市場前駅, Chūō-Ichibamae-eki, lett. 'voor de centrale markt'.) is een metrostation in de wijk Hyōgo-ku in de Japanse stad Kōbe. Het wordt aangedaan door de Kaigan-lijn. Het station heeft twee sporen, gelegen aan een enkel eilandperron.  

## Treindienst

### Metro van Kobe
Het station heeft het nummer K05.
| 1 | ■ Kaigan-lijn | richting Sannomiya-Hanadokeimae    |
| 2 | ■ Kaigan-lijn | richting Wadamisaki en Shin-Nagata |

## Geschiedenis
Het station werd in 2001 geopend. 

## Stationsomgeving
Zoals de stationsnaam aangeeft, ligt de centrale groothandelsmarkt vlak bij het station. Het gebied maakt deel uit van de haven van Kōbe en wordt verder gekenmerkt door bedrijventerreinen en kantoren. 
- Centrale groothandelsmarkt van Kōbe
- FamilyMart
- Ruïnes van Kyōgashima

Sannomiya-Hanadokeimae · Kyūkyoryūchi-Daimarumae · Minato Motomachi · Harborland · Chūō-Ichibamae · Wadamisaki · Misaki-Kōen · Karumo · Komagabayashi · Shin-Nagata